# Чарли Бурман
Чарли Бурман (на английски: Charley Boorman) е английски актьор, пътешественик и пътеписец, роден в Лондон. Син е на дизайнерката Кристъл Кръз и на режисьора Джон Бурман. През 1990 г. се жени за Оливия Бурман и има две дъщери - Дуун и Кинвара. Първоначално се изявява като детски актьор, като първото му участие е в Избавлението (1972). След това се снима като младия Мордред в Екскалибур (1981) и в Изумрудената гора (1985). По-нови филми, които е снимал, са Целувката на змията (1997) и Бункерът (2001). Най-голяма известност му дават пътешествията Лонг Уей Даун и Лон Уей Раунд, които прави заедно със своя приятел Юън Макгрегър.

## Филмография
- Избавлението (1972)
- Екскалибур (1981)
- Изумрудената гора (1985)
- Надежда и слава (1987)
- Двама голи се къпят (1995)
- Целувката на змията (1997)
- Бункерът (2001)

## Пътешествия
- Лонг Уей Раунд (2004 - с Юън Макгрегър)
- Надпревара към Дакар (2006)
- Лонг Уей Даун (2007 - с Юън Макгрегър)
- С всички средства (2008)
- С всички средства 2 (2009)